# In Concert with the London Symphony Orchestra
In Concert with the London Symphony Orchestra uživo je DVD od britanskog hard rock sastava Deep Purple, kojeg 2000. godine, objavljuje diskografska kuća 'Image Entertainment'.
Koncert je snimljen 25. i 26. rujna 1999. godine u ' Royal Albert Hallu' u Londonu, zajedno s londonskim simfonijskim orkestrom.
Ovaj projekt započeo je 1999. godine klavijaturista Jon Lord, što je bio njegov pokušaj da obnovi inovativni album iz 1969. Concerto for Group and Orchestra, s kojeg su izgubljene originalne partiture. Uz pomoć obožavatelja koji su bili muzikolozi i skladatelji, Jon Lord je još jednom snimio dvije izgubljene partiture u 'Royal Albert Hallu', ali ovaj put nije to napravio s 'Royal Philharmonic orkestrom', već s londonskim simfonijskim orkestrom, s kojim je dirigirao maestro Paul Mann. Koncert sadrži skladbe od svakog člana sastava iz njegove solo karijere, kao i kratki Deep Purpleov set, a tu su i glazbeni gosti poput, Ronnia Jamesa Dioa, the Steve Morse Banda i Sama Browna. Početkom 2001. godine Deep Purple izvodi dva slična koncerta u Tokyu, i bili su objavljeni u box setu The Soundboard Series, kao dio serije.
Koncert je objavljen također i na CD-u, pod nazivom Live at the Royal Albert Hall.

## Popis pjesama
1. "Pictured Within"
2. "Wait a While"
3. "Sitting in a Dream"
4. "Love Is All"
5. "Wring That Neck"
6. "Concerto for Group and Orchestra, Movement I"
7. "Concerto for Group and Orchestra, Movement II"
8. "Concerto for Group and Orchestra, Movement III"
9. "Ted the Mechanic"
10. "Watching the Sky"
11. "Sometimes I Feel Like Screaming"
12. "Pictures of Home"
13. "Smoke on the Water"

## Izvođači
- Aitch McRobbie,Ian Gillan, Margo Buchanan, Pete Brown, Sam Brown - Vokal
- Mario Argandona - Vokal, udaraljke
- Dave LaRue, Roger Glover - Bas gitara
- Ian Paice, Van Romaine - Bubnjevi
- Steve Morse - Gitara
- Jon Lord - Orgulje
- Simon C. Clarke - Bariton i alt saksofon, flauta
- Tim Sanders - Tenor i sopran saksofon
- Annie Whitehead - Trombon
- Paul Spong, Roddy Lorimer - Truba, rog

- Orkestar - The London Symphony Orchestra

### Produkcija
- Producent - Deep Purple
- Dirigent - Paul Mann
- Projekcija, miks - Shaun Defeo, Will Shapland
- Asistent projekcije - Alex Goodison

## Vanjske poveznice
- In Concert with the London Symphony Orchestra u internetskoj bazi filmova IMDb-a
- Pregled projekta na Allmusicu